# 기독교 문화
기독교 문화(Christian Culture)란 기독교에 일반화된 문화 활동을 설명하기 위하여 학술적으로 주로 사용되는 용어이다. 기독교가 유럽을 시작으로 급속하게 확장되고 4세기 말에는 로마 제국의 공식적인 국교로 되었다. 로마에서 기독교의 정체성에 근거한 문화를 형성하기 시작하였다. 기독교 문화는 헬라 로마적 비잔틴, 서구 문화로부터 많은 영향을 주고 또 토착화되었다. 특별히 화란의 아브라함 카이퍼와 스킬더 그리고 미국의 리차드 니버에 의해서 기독교 문화론의 연구가 정립되었다. 기독교 문화는 기독교 세계관에 의해 영향을 받는다.

## 기독교 문화의 근원으로 종교와 경건
문화와 종교의 밀접한 관계속에서 일반적으로 기독교 신학자들은 문화는 종교에 뿌리를 두고 있다고 주장한다. 특별히 종교개혁가 장 칼뱅은 참된 종교는 하나님을 진지하게 두려워하는 것과 연결된 믿음이라고 한다.(기독교 강요 1:2:2) 그러나 이 두려움은 스타티우스(Statius)가 말하는 것처럼 공포를 조성하여 신들을 만들어내는 노예적 감정이 아니다.(기독교 강요 1:4:4)  자발적 경외이며 성경에 일치한 합법적 예배을 포함한다.(기독교 강요 1:2:2) 또한 참된 종교는 우주의 규칙같은 신의 의지에 일치해야 하는데 여기서 신의 의지란 성경이라고 볼 수 있다. 칼빈에 있어서 신을 경외하는 것은 경건이라는 말로 표현 할 수 있다. 그는 종교와 경건을 같은 의미로 보았다.(기독교 강요 1:2:1, religion nec pietas) 좀더 자세하게 설명을 하는데 밀접한 혈연적 비유의 관계로 이해하였다. 종교가 태어나는 것이 바로 경건(스승)인데 바로 하나님에 대한 사랑에 경외심이 결합된 것이 "경건"이라고 본다.(기독교 강요 1:2:1)
이런 관점에서 볼때 문화는 종교를 낳게한 경건과 밀접한 관계성을 가지고 있다. 따라서 기독교 문화는 기독교의 본질로서 경건과 필연적으로 공유한다고 볼 수 있다. 기독교 경건이 없다면 기독교 문화가 바르게 형성될수 없다. 문화의 뿌리는 종교이며 종교의 뿌리는 경건이다. 경건은 하나님에 대한 사랑과 경외이다.
신국원 박사는 기독교 문화는 거룩한 문화라고 한다. 세상에 살지만 세상에 속하지 않는 기독교인들의 문화라고 본다. 로마서 12: 1-2에 근거한 문화를 주장한다. 바울이 말하는 영적예배는 바로 문화라고 한다. 삶이 구별된 거룩한 삶이며 기독교 문화는 거룩한 문화라고 본다.

## 기독교 문화란
프란시스 쉐퍼는 기독교는 진리라고 주장한다. 기독교 진리는 삶의 모든 것을 접촉한다. 전체 문화위에 그리스도가 주인이라고 한다.
안명준 교수에 의하면 기독교 문화란 기독교인들이 문화적 사명을 수행하면서 이 세상에서 성서적이며 신학적인 요소를 포함하고 있는 기독교적 가치관을 가지고 삶의 문화적 형태와 결과를 말한다. 좀더 좁혀서 성경적 문화란 예수 그리스도와 바울과 같은 인물들의 견해를 모델로 삼아 모든 성경적 세계관과 가치관에 근거하여 기독교인들의 생활 양식을 추구하는 것이다. 아브라함 카이퍼는 하나님의 영역주권에 근거한 일반은총을 강조하고 스킬더는 그리스도 중심적인 문화명령을 강조했다. 2가지는 적용의 범위가 차이가 있지만 서로가 문화적 가치를 추구하는 하나님의 나라의 관점에서는 유사점이 있다.
기독교인들이 보는 문화에 대한 관점에서 시작하여 그들이 그동안 축적한 기독교 문화에 대한 이해가 필요하다. 가장 고전적 학자는 화란의 아브라함 카이퍼와 클라스 스킬더이며, 미국의 리차드 니버 그리고 헨리 미터와 헨리 반틸의 주장들이 도움이 된다. 또한 프랑스의 자크 엘룰, 영국의 C. S. 루이스(C. S. Lewis)가 있다.
그럼 기독교 문화란 무엇인가에 대해서 여러 학자들의 견해를 먼저 살펴보자. 영역주권을 주장하는 아브라함 카이퍼는 누구에게나 주시는 일반은총이 모든 사람들의 문화 영역으로 확대했기 때문에 그의 기독교 문화는 세상의 문화와 연결되어 크게 발전의 모습으로 전개되는 낙관주의 문화관이다. 어찌보면 카이퍼에 있어서 기독교인들만의 독특한 문화는 그 특징을 구별하기 힘든 양상이다. 세상의 문화와 기독교 문화는 서로 거미줄처럼 연결되어 하나님의 모든 통치 영역에서 활발하게 사용되는 모습이다.
이에 대하여 화란의 문화신학자 클라스 스킬더(Klass Schilder)는 문화는 근본적으로 그리스도와 관련해서 이해되지 않으면 아무런 의미가 없다고 강력하게 주장한다. 즉 문화의 열쇠로서 그리스도가 역할을 하지 않는다면 세상 사람들의 일반문화는 진정한 하나님의 은총이라고 볼수 없다는 것이다. 어떻게 보면 문화를 좀더 그리스도 중심의 관점에서 아주 구속적이며 제한적으로 보았다고 할 수 있다. 결국 그리스도의 피가 씻어주지 않는다면 죄로 물들 세상 문화는 진정한 하나님의 축복된 문화가 될 수 없고 오히려 저주가 될 수도 있다는 논리이다. 따라서 그의 기독교 문화관은 그리스도가 문화의 중심이요 주인이요 완성자임을 강하게 선포한다.
문화신학자 폴 틸리히(Paul Tillich)의 유명한 정의로 알려진 데로 종교는 문화의 실체요 문화는 종교의 형식(religion is the substance of culture, culture is the form of religion)이라고 한다. 그의 관점을 기독교 문화에 적용해 본다면 바로 기독교 문화란 기독교의 형식(form)이요 기독교는 기독교의 문화의 본질(substance)이라고 이해할 수 있다. 결국 기독교라는 본질은 현실세계로 표출되어 그 결과가 바로 문화로 형상화된다고 말하는 것이다. 그에게 있어서 문화와 기독교는 함께하는 묶여있는 문화의 기독교이며, 문화의 신학인 것이다. 문제는 그가 말하는 기독교의 정의가 무엇인가에 따라서 기독교의 문화의 모습도 달라지게 된다는 것이다.
기독교 문화란 기독교인의 관점에서 형성되는 문화이다. 세상의 문화에 대한 끊임없는 성경의 주장이다. 어찌보면 근원적이며 본질인 것이다. 또한 하나님의 속성과 관련된 신학의 뿌리가 삶의 모습으로 나타난 것이 바로 기독교 문화일 것이다. 폴 틸리히의 주장처럼 문화는 종교의 본질이며 종교의 형식이 곧 문화라는 것은 바로 신학과 문화의 연결로 당연히 이어진다. 그것은 근원적인 사상으로 세계관과 연결되어 있다. 문화는 세계관에 자리를 잡고 있기에 기독교 문화는 기독교 세계관과 밀접한 상호관련성을 보여준다. 곧 문화는 세계관의 형상이라고 볼 수 있다. 따라서 기독교 문화에 대한 참된 이해는 기독교 세계관에 대한 올바른 이해에서 시작된다고 보아야 할 것이다. 기독교 신학에서 세상을 보는 관점이 바로 기독교 문화의 모습일 것이다.

## 기독교 문화와 기독교 세계관의 관계
문화는 세계관를 따라오는 삶의 현상이다, 세계관은 근원적이며 본질적인 인식체계로 문화형성에 영향을 준다. 특별히 기독교 세계관은
성경적-기독교적 관점에서 세계를 인식하는 체계로 성경적 신학적 개념이나 신념에 근거한 인식론을 이론화 한 것이다. 기독교적 안경을 통해 살아가는 세상을 보는 것이며 하나님의 나라에서 살아가는 것이다. 기독교 세계관은 좀더 본질적이어서 삶의 현장에서 나타나는 기독교 문화의 형성을 인도한다.

## 문화의 유형
리차드 니버는 그의 대표작 <그리스도와 문화>에서 다섯 가지 유형의 문화관을 제시하였다.
- '문화에 대립하는 그리스도'는 문화에 대한 그리스도인들의 배타적인 태도를 가리킨다. 이런 태도를 가진 이들은 자기들이 살고 있는 사회 관습이 무엇이든 지간에 그리스도와 적대 관계에 있다고 본다. 그는 2세기의 교부 터툴리안과 톨스토이에서 그 전형을 본다. 터툴리안은 그리스도인들이 세상 문화의 타락한 오락, 학문, 정치에서 탈출하도록 권면하였다. 한편 톨스토이는 그리스도인들이 예수님의 산상보훈의 말씀대로 단순하게 살아야 한다고 주장하였다. 니버에 의하면 이러한 반문화적인 유형의 삶은 그 자체 내에 문제점을 갖고 있다. 인간은 언제나 문화 속에서 살고 있는 존재이기 때문이다.

- '문화의 그리스도'는 첫 번째 유형과 정반대되는 것이다. 이 유형을 따르는 사람들은 그리스도와 문화 사이에 근본적인 일치와 연속성이 존재한다고 생각한다. 이 관점에서 보면 그리스도는 위대한 교육자요 문화의 영웅이시다. 토마스 제퍼슨은 그리스도를 완전한 도덕 교육가로 보았고, 술라이에르마허는 그리스도를 모든 종교와 문화의 완성자로 보았다. 이 관점은 신학의 본질과 그 문화적 표현을 구분하지 못하고 있다.

- '문화 위의 그리스도'는 그리스도와 문화를 다 긍정한다. 그러나 둘 사이에 간격이 있다고 본다. 이 관점에서는 그리스도가 로고스와 주님으로 이해되고 있다. 그리고 그리스도를 높은 층에 두고 문화를 낮은 층에 둔다. 이러한 생각은 알렉산드리아의 클레멘트에서 나타났고 후에 토마스 아퀴나스에게서 나타났다.

- '역설 관계에 있는 그리스도와 문화'는 그리스도와 문화의 관계를 화해할 수 없는 양자간의 끊임없는 싸움으로 이해한다. 그리스도는 그리스도요 문화는 문화다. 니버는 이런 유형의 대표자가 사도 바울과 루터 그리고 키에르케고르 등이라고 말한다.

- '문화의 변혁자인 그리스도'. 이 유형의 대표자는 어거스틴, 칼빈, 존 웨슬리 등이다. 이 입장에 의하면 세계는 구속받을 수 있는 가능성이 있다. 인간 문화의 문제는 변혁의 문제이다. 세계는 배격되어서도 안되고 소홀히 여겨져도 안된다. 따라서 이 유형에서 주장된 그리스도는 죽음과 죄에 예속되어 있는 인간을 구속하시는 것뿐 아니라 문화 속에서 사는 인간 생활을 계속적으로 성화시키고 변혁시키시는 분으로 이해된다.

## 문화와 신학자들

### 칼뱅의 기독교 문화관
신학자 김지훈에 따르면  교회는 세상 문화 위에 군림할 수 없고, 세상 문화는 교회를 세속화할 수 없다고 말했다. 중세 교회는 하나님의 나라와 세상 문화를 모순관계로 봤다. 교회 밖 세상은전부 악(惡)의 세계로 인식한다. 그러나 종교 개혁가들인 루터와  칼뱅은 세상 문화 역시 하나님의 선물이라고 이해한다. 그로 인해 많은 기독교인들이 세상 문화에 참여하게 됐고, 그 결과 문화발전이 이뤄졌다고 본다. 교회는 성경의 법(특별은총)이 있교, 세상은 양심의 법(일반은총)이 역사한다. 이 두 세계 모두 하나님의 통치 아래 있으므로, 세상 문화를 배격하기 보단 그 문화 속에서 하나님의 은총을 누려야 한다는 것이다.  물론 성경은 교회와 세상을 갈등관계로 표현한다. 그러나 극단적인 이분론은 기독교인의 문화활동을 억제할 수 있다고 한다. 교회는 선교 뿐 아니라 문화 활동에도 관심 가져야 한다. 교회의 문화 참여는 교회만의 교리를 내세우지 말고, 교회와 세속 사회의 공통분모인 일반은총으로 접근해야 한다고 본다.

### 피어선의 문화관
그는 베푸는 은혜의 문화, 섬김과 봉사의 문화, 교회와 사회에 대한 철저한 변혁적 문화관을 주장하였다. 특별히 피어선은 전천년주의에 근거하여 주님의 재림을 바라보며 소망하는 가운데 그의 삶의 현장에서 변혁적 문화사역에 충실하였다. 피어선 당시 교회의 잘못된 전통을 하나님의 말씀으로 개혁하였다. 지정좌석제를 폐지하고, 설교를 단순하게 예배의식을 단순하게 함으로써 교회의 문을 낮추었다. 사회를 위해서는 노예제도의 폐지를 주장하고 노동자의 권익을 보호하며 여성들의 사회활동에 관심을 보였다. 비록 이런 기독교 문화의 사역은 사회를 변화시키는 일에는 한계가 있었지만, 복음화를 위한 수단으로써 그의 삶의 현장에서 실천적 문화관을 보여주었다.

### 프란시스 쉐퍼의 문화관
첫째, 쉐퍼는 모든 문화가 복음 안에서 통일성을 강조한다.
둘째, 쉐퍼는 모든 문화의 가치는 하나님에게 있다고 본다.
셋째, 기독교적인 주제에만 제한되면 안 된다고 보았다.
넷째, 쉐퍼는 작품을 통하여 작가와 시대, 예술성을 비평했다
다섯째, 문화를 전도의 접촉점으로 사용해야 한다고 보았다.
그는 문화속에 숨어있는 세계관에 주목한다.

## 한국의 기독교 문화의 시작과 현실
한국 기독교 문화의 시작과 현 주소를 다음과 같이 볼 수 있다.
한국에서 기독교 문화의 변천은 시기적으로 크게 둘로 나누어 볼 수 있다. 기독교 초기 외국 선교사들의 전도, 교육, 의료 활동에도 불구하고 외국 종교라는 부정적 이미지로 인해 수적으로는 미약했지만, 복음과 함께 자연스럽게 서구 문화가 소개됨으로써 새로운 기독교 문화를 만들어가면서 사회 개혁까지도 추구할 수 있었다. 복음과 더불어 소개된 서구 문화는 그러나 많은 부분에서 전통 한국 문화와 충돌을 일으켰다. 다양한 기준에 근거한 차별을 당연시해왔던 폐쇄된 한국 사회에 평등과 개방을 기본으로 한 기독교와 서구 문화는 엄청난 영향을 주지 않을 수 없었다.
특히 주일성수와 함께 제사, 술, 담배의 금지는 유교 문화와는 완전히 다른 새로운 기독교 문화를 대표하게 되었다. 따라서 당시 새로운 종교인 기독교의 교인이 된다는 것은 단지 종교만을 바꾸는 것이 아니라 한 개인이 속한 가족과 기존의 모든 인간관계를 포기하고 전혀 낯선 사람들의 공동체에 가입하는 결단을 필요로 했다. 모든 가족이 다함께 참여하는 제사를 거부하는 일은 다른 가족들의 입장에선 외래 종교 때문에 조상과 자신들을 저버리는 행위이며, 술과 담배가 만남의 일상생활인 상황에서 그것을 피하는 행위는 만남 자체를 거부하는 것으로 이해되었다.
그러나 이러한 금지사항들은 사도행전 15:20의 내용과 비교할 때 과연 그에 합당한 신앙적 중요성이 있는지를 현대적 상황에서 본다면 여러 이견들이 있을 수 있다. 어쨌든 이러한 문화적 충돌로 인해 초기 기독교의 전파는 상당히 느린 속도로 이루어졌지만 내부적으로는 각 구성원들에게 기독교인이라고 하는 완전히 새로운 "정체성"(identity)을 확립해 줌으로써 강한 단결과 아울러 상당히 "배타적"(exclusive)인 기독교 문화를 창조해나갔다. 이 단계에서 기독교는 대체적으로 전통 한국 문화를 이해하고 수용하려고 하기보다는 복음전파와 아울러 새로운 서구 문화와 가치관을 전하는 다분히 일방적이고 배타적인 자세를 취한 것으로 보인다.
6.25전쟁 이후 남과 북으로 분열된 조국 땅에서 기독교 세력은 자유민주체제인 남한으로 결집하게 된다. 그 후 516 혁명에 이어서 등장한 군사정부의 저돌적인 산업화 정책에 힘입어 한국 사회는 많은 분야에서의 희생을 바탕으로 점차 "경제성장"을 이루고 부의 축적을 달성한다. 이러한 과정에서 한국의 기독교는 이 전과는 여러 곳에서 다른 모습을 갖게 된다. 십일조를 비롯한 헌금의 절대화 및 그에 따르는 경제적 축복이 강조되었고 무엇보다도 전국민의 지상과제였던 산업발전과 경제성장의 논리를 자연스럽게 교회에 적용함으로써 신앙과 목회의 목표가 오로지 교회 성장인 것으로 모든 교인들에게 인식되었다.
또한 이러한 교회 성장을 위해 여러 방법들이 동원되었는데 신유의 은사를 통한 기적체험, 설교와 성경공부 등을 통한 은혜생활, 구역과 선교회를 비롯한 다양한 조직관리, 부흥회와 기도회 등의 신앙집회 등이 성장중심 목회의 중요 요소가 되었다. 이 중에서도 성령의 은사를 강조하는 "성령운동"(charismatic movement)이 교회 성장에 큰 공헌을 함에 따라 이것이 특정 교회에만 국한되지 않고 교회 성장을 바라는 개신교회 전체의 보편적인 신앙활동으로 자리잡게 된다. 사회 전반을 휩쓸던 성장의 논리를 교회에서도 적극적으로 수용하였고 결과적으로는 경제성장을 능가하는 수적, 물질적 교회 성장을 이루었다.
여기서 특기할 사항은 경제 성장에 따른 다양한 사회 문제가 교회 안에서도 동일하게 나타났다는 사실이다. 부의 공정한 분배를 이루지 못함에 따른 여러 사회계층의 위화감과 갈등이 교회 안에서도 똑같이 나타나는 것은 어쩔 수 없다고 하더라도 적어도 외형적인 교회성장을 이룬 교회와 목회자들이 재벌회사와 재벌회장들처럼 비춰지게 된 것은 슬픈 현실이다. 교회의 물질적인 성장은 자연스럽게 낮고 천한 사람들에게 교회도 문턱이 높은 곳이 되어버렸다. 교회 안에 앉아있는 사람들에게도 재력과 사회적인 지위, 그리고 교회활동에 상응하는 여러 직분들이 주어져 평등보다는 구별이 일상화되었다.
따라서 이 시기의 기독교는 사회전반의 문화와 충돌을 이루기보다는 오히려 사회의 문화를 적극적으로 수용했다고 말할 수 있다. 주일성수와 제사, 술, 담배의 금지는 계속되었지만 그것보다는 십일조와 각종 헌금의 중요성이 더 큰 자리를 차지했고 이러한 헌금은 믿음을 키우고 하나님의 응답을 받는 효과적인 수단으로 인식되었다. 또한 성령운동은 지나치게 영적인 부분을 강조함으로써 미신적인 신비주의를 조장했다. 즉 한국의 전통적인 기복사상과 미신적인 요소들이 교회 안에 깊이 자리잡게 된 것이다. 다양한 교회직분과 체계는 유교문화의 차별적, 권위적, 수직적, 형식적인 현상들을 불러올 수밖에 없었다.
그러나 이러한 전통 문화의 수용은 그것이 기본적으로 복음의 진리에 부합했기 때문이 아니라 성장을 위한 방편이었다는데 문제가 있다. 이러한 성장제일주의는 현재 한국 기독교문화의 근간을 이루고 있으며 한국사회에서 기독교의 대중화에 기여하는 이상으로 심각하게 사회문제화하고 있다는 것이 일반적인 시각이다. 무엇보다도 성장제일주의의 가장 큰 문제점은 성장이라는 외형적 목표를 위해 복음의 기본적 가치관의 희생을 정당화하고 나아가 조장했다는 사실이다. 종교가 기존의 문화와 충돌을 일으켜 사회적 긴장을 유발하는 것도 바람직하지 않지만 동시에 교세확장을 위해 무분별하게 사회구성원들의 취향을 따라가는 것도 바른 종교의 역할이 아니다.

## 기독교문화와 하나님의 나라
하나님의 창조에 속한 문화는 하나님의 영역주권에 속하는 요소이다. 그러므로 기독교 문화는 하나님의 주권적 통치와 관련된다. 기독교인들의 모든 삶에서 하나님의 왕권이 실현되는 삶의 영역이 기독교문화의 현장이다. 올바른 기독교 문화의 확장은 하나님 나라의 통치가 실현되는 현상으로 이해될수 있다.
사회의 여러문제들에 대하여 참여하여 성경적인 정의, 사랑, 평등과 자유와 같은 가치관을 확립해야 한다.

## 건축

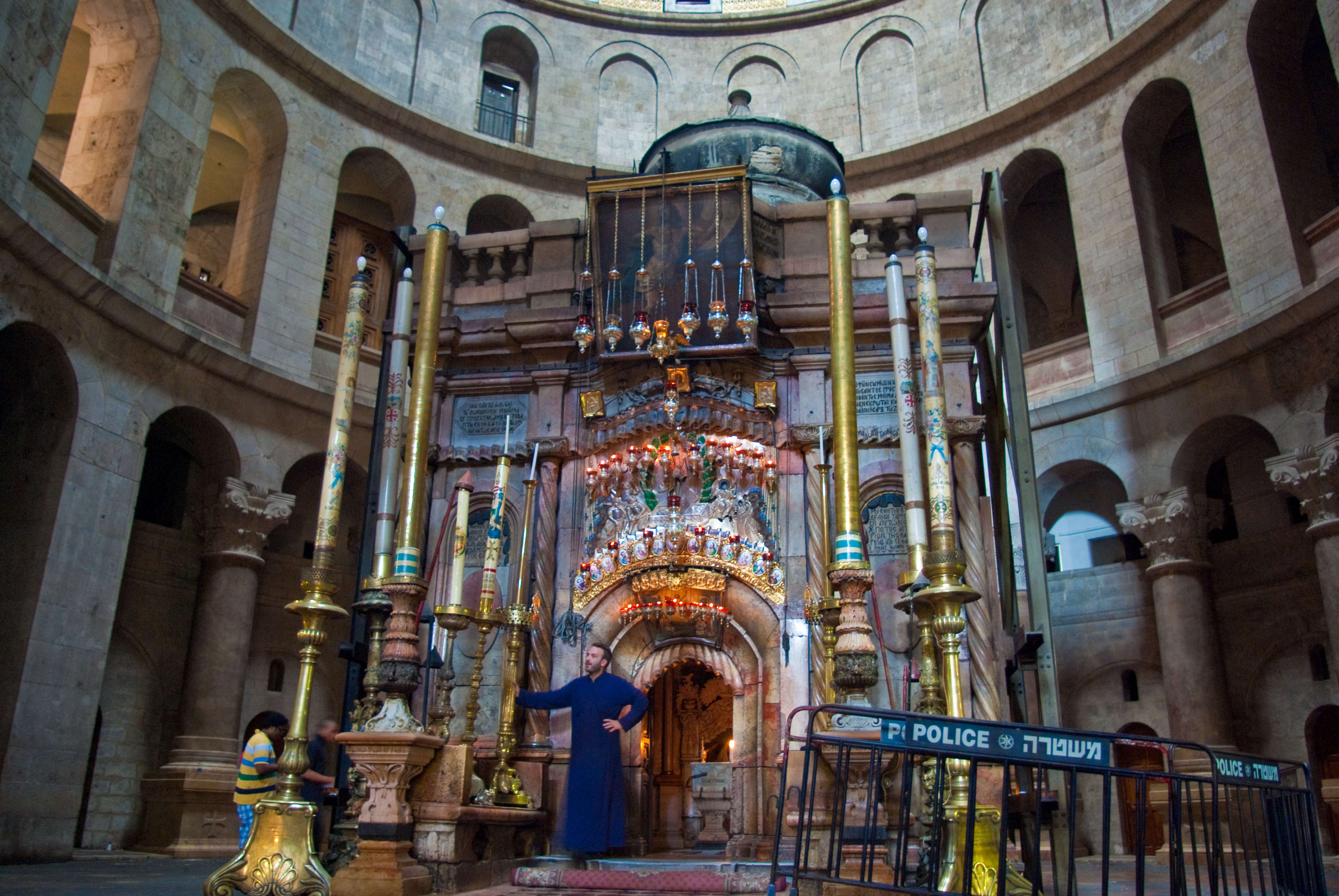
예루살렘에 있는 성묘교회에 있는 예수의 무덤

## 예술

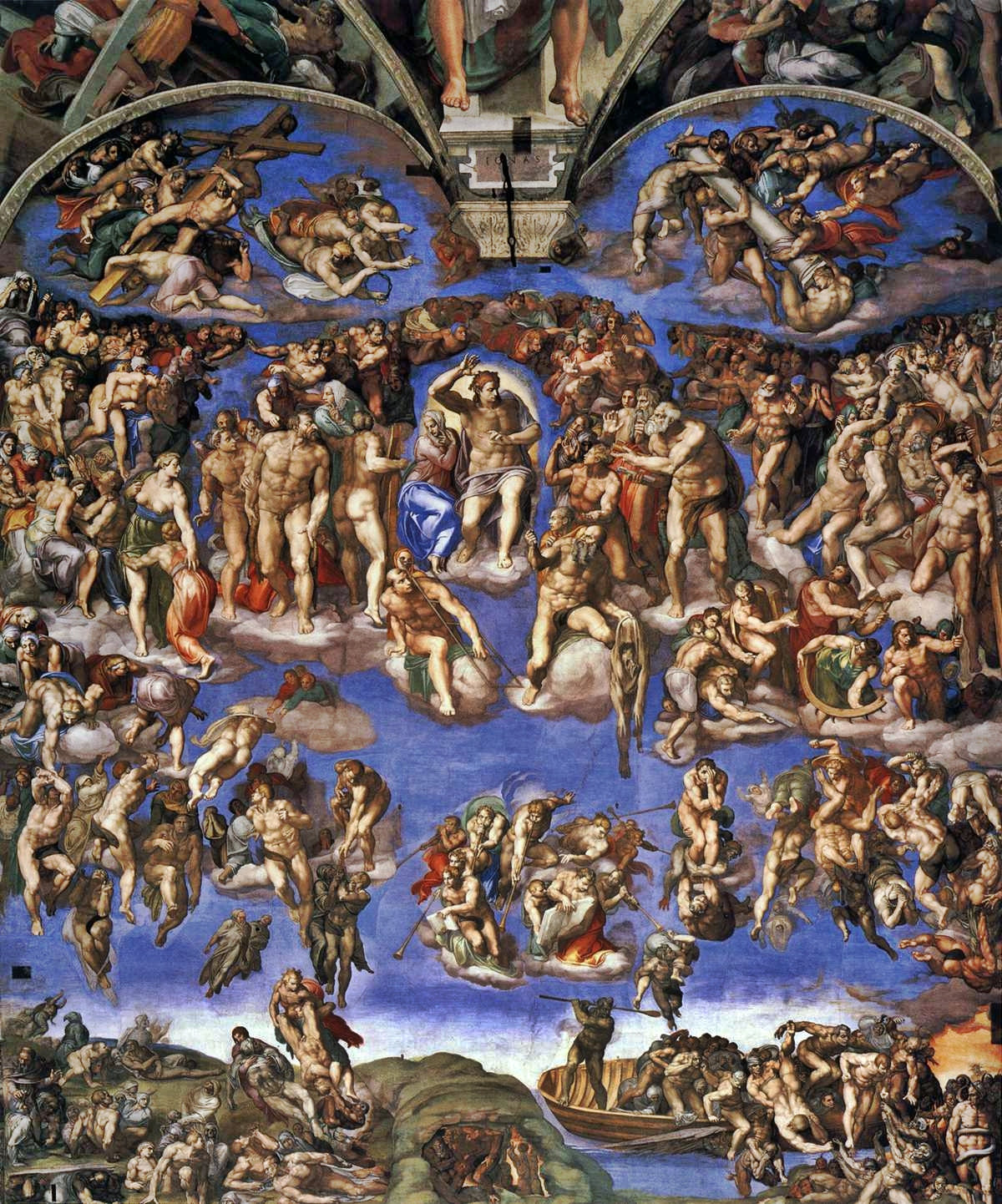
미켈란젤로의 최후의 심판

## 문학과 시

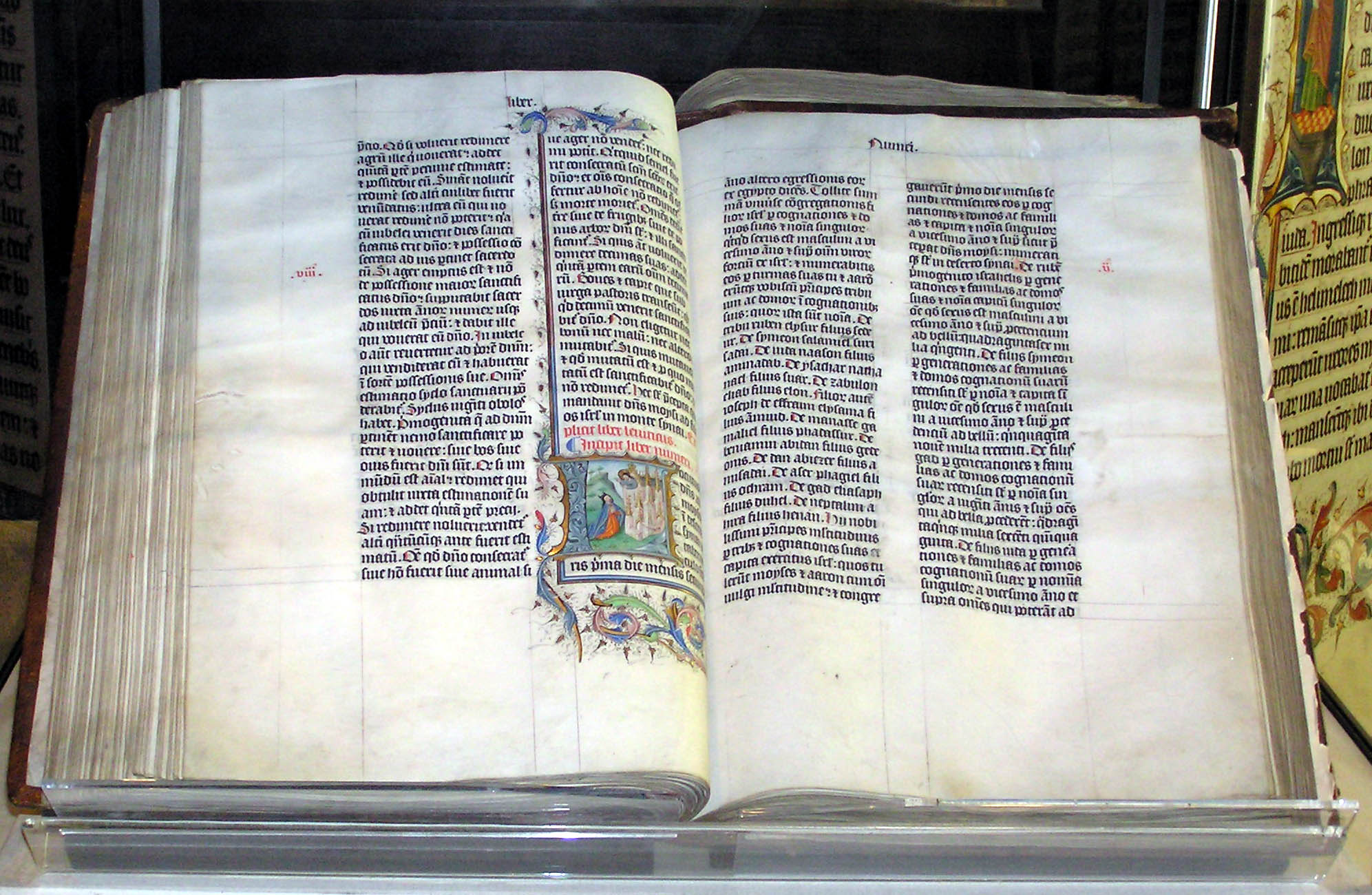
구텐베르크 성경

## 철학

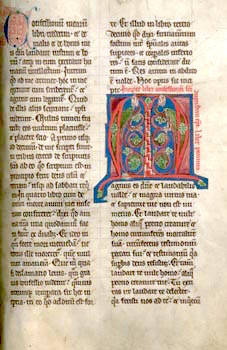
어거스틴의 고백록

기독교 철학은 철학분야와 기독교의 신학적 교리를 결합한 용어이다. 이 분야와 기독교 문화는 밀접한 관계가 있다. 따라서 자크 엘륄이나 프란시스 쉐퍼, 아브라함 카이퍼, 그리고 클라우스 스킬더와 같은 인물들은 이 분야의 이해를 위해 매우 중요하다.

## 과학과 기술
과학 발달 초기에는 기독교문화가 과학자들의 아이디어에 영감을 주는 일도 있었다. 하지만 과학혁명에 의해 과학이 급속도로 발전하면서, 기독교문화는 이를 따라가지 못하게 되었고, 이는 과학을 부정하고 사이비과학에 해당하는 창조과학 등을 신봉하는 주장과 진화를 비롯한 명백한 과학적 사실들을 받아들여 이를 기독교문화와 연계하고자 하는 유신진화론등으로 나뉘게 되었다.

## 같이 보기
- 문화 연구
- 그리스도와 문화
- 리차드 니버
- 기독교 세계관
- 문화
- 그리스도인의 삶
- 문화의 해석
- 문화심리학
- 세계관
- 자크 엘륄
- 미국의 문화
- 개신교 문화

## 참고 문헌
1. 안명준, A.T. 피어선의 문화관, 피어선 신학 논단 제6권 제2호 (통권 제11집)2017.08, 82 - 114.
2. 로버트 E. 웨버, 기독교 문화관, 토라, 2008.
3. 서철원, 기독교문화관.  총신대학출판부  1993.
4. 에디 깁스, Next Church. 교회성장연구소. 2003.
5. 리챠드 미들튼, 브라이안 왈쉬, 세상의 변혁을 위한 그리스도인의 비젼. IVP 1986.
6. F.N. 리. 문화의 성장과정. 한국개혁주의 신행협회. 1980.
7. 리처드 니버, 그리스도와 문화. 대한기독교서회
8. 알버트 월터스, 창조 타락 구속. IVP. 1999
9. 신국원,  포스트모던니즘. 한국기독학생회출판부
10. 한스 로크마커, 현대 예술과 문화의 죽음. IVP 1993.
11. 제임스 사이어, 기독교 세계관과 현대사상. IVP. 1985.